# هارولد وستون

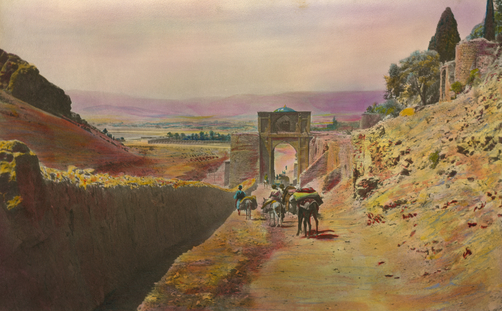

هارولد وستون (۱۴ فوریه ۱۸۹۴–۱۰ آوریل ۱۹۷۲) نقاش و عکاس آمریکایی مدرن بود که کارهای در زمینه امپرسیونیسم با واقع گرایی و انتزاع داشت و همچنین به عنوان یک فعال سیاسی در نظر گرفته می‌شد.

## اوایل زندگی
هارولد وستون متولد ۱۴ فوریه ۱۸۹۴ در مریون استیشن، پنسیلوانیا از والدینی به نام‌های بارون و ماری. برادر دوقلوی او، ادوارد، در سن شش ماهگی درگذشت. خانواده آن‌ها ثروتمند بود. در سن ۱۵ سالگی هارولد یک سال در سفر به اروپا و حضور در مدرسه در سوئیس و آلمان به سر برد. او در اروپا شروع به نقاشی کرد.